# Sarah Bonnici
Sarah Bonnici est une chanteuse maltaise née le 30 mai 1998 à Gozo (Malte). Elle  est sélectionnée pour représenter Malte au Concours Eurovision de la chanson 2024 avec sa chanson Loop.

## Biographie
Sarah Bonnici naît le 30 mai 1998 sur l'île de Gozo à Malte. Elle est la fille de Marcel Bonnici, PDG de Mercury Towers et de Ħamrun Spartans. Elle est titulaire d'une maîtrise en comptabilité.
En 2009, elle participe à la finale du Malta Junior Eurovision Song Contest où elle termine à la 3e place.

### Malta Eurovision Song Contest 2024
À partir d'octobre 2023, TVM organise un total de quatre émissions mettant en compétition 36 artistes pour représenter leur pays au Concours Eurovision de la chanson 2024 appelé le Malta Eurovision Song Contest 2024. Fin novembre 2023, le public et le jury vote pour les douze finalistes qui se produisent le 3 février 2024 — le vote du jury compte pour 78 % tandis que le vote du public pour 22 %. Pour la première fois depuis les débuts du concours, les artistes ne performent pas en direct.
Sarah Bonnici remporte le Malta Eurovision Song Contest 2024 avec 102 points, remportant le vote du jury et arrivant deuxième au vote du public, avec sa chanson Loop. Elle est donc sélectionnée pour représenter son pays à l'Eurovision 2024 à Malmö en Suède bien que les bookmakers pariaient sur la victoire de Matt Blxck avec sa chanson Banana. C'est la deuxième participation de Bonnici à la sélection nationale après 2023 avec sa chanson Heaven.
Le 9 mai 2024, elle participe à la seconde demi-finale du Concours, mais elle échoue à se qualifier pour la finale du 11 mai. 